# Celosia laxa
Celosia laxa är en amarantväxtart som beskrevs av Heinrich Christian Friedrich Schumacher och Peter Thonning. Celosia laxa ingår i släktet celosior, och familjen amarantväxter. Inga underarter finns listade i Catalogue of Life.